# Leucanopsis calvona
Leucanopsis calvona är en fjärilsart som beskrevs av William Schaus 1941. Leucanopsis calvona ingår i släktet Leucanopsis och familjen björnspinnare. Inga underarter finns listade i Catalogue of Life.